# Hans Schack (1852-1905)
 Der er flere personer med dette navn, se Hans Schack.
Hans lensgreve Schack (født 12. december 1852 på Schackenborg, død 28. januar 1905 sammesteds) var en slesvigsk godsejer.

## Biografi
Han var søn af lensgreve Otto Didrik Schack og dennes første hustru og arvede i 1856 Grevskabet Schackenborg og det Seekamp'ske Fideikommis, som blev administreret, indtil Hans Schack blev myndig. Efter den 2. Slesvigske Krig i 1864 blev landsdelen, hvor grevskabet var beliggende, preussisk. Han var fra 1866 til 1871 på det Vitzthumske Gymnasium i Dresden, studerede jura ved universitetet i Kiel og universitetet i Göttingen og tog 1874 referendareksamen. Han blev 1876 reserveofficer ved det preussiske Husarregiment Nr. 16. overtog 1875 styrelsen af grevskabet og sine øvrige godser, hvor han gennemførte overgangen fra arvefæste til ejendom; købte 1884 det tidligere adelige gods Solvig og 1897 gården Store Tønde.
Den 23. november 1880 ægtede Schack på Lerchenborg Henny Louise Vilhelmine komtesse Lerche-Lerchenborg (født 14. september 1858 på Lerchenborg, død 30. september 1930 i Valby), datter af Christian Albrecht greve Lerche og Cornelia Emma Sophie Louise Tillisch. Hans søn Otto Didrik Schack overtog grevskabet, mens en anden søn, Christian Schack, deltog i 1. verdenskrig. En tredje søn, Erik Hans Schack, blev diplomat.
Schack havde fra ungdommen af studeret ægyptologi og nåede frem til at blive en af de mest fremragende forskere på dette felt. Fra 1898 var han medarbejder af den ægyptiske ordbog og udgav bl.a. Aegyptologische Studien (1893-1902).